# サクラの降る町
『サクラの降る町』（サクラのふるまち）は、小川晴央による日本のライトノベルである。カバーイラストや挿絵なども含めてイラストはフライが担当している。第10回京都アニメーション大賞でKAエスマ文庫特別賞を受賞した。KAエスマ文庫（京都アニメーション）より2020年5月から刊行されている。

## あらすじ
「アマザクラ」という現象を引き起こせる少女「環木ヒヨリ」を幼馴染に持つ神屋敷ツバサは、中学校の時に起こったとある事件からヒヨリと疎遠となる。ツバサはその後、孤立した生活を送る中で「アマザクラ」の秘密を探るために転校してきた紫々吹ルカと出会う。

## 登場人物
神屋敷ツバサ
同作の主人公。幼馴染みのヒヨリとは中学の事件以来疎遠となっており、学校では孤立した生活を送っている。
環木ヒヨリ
生徒会に所属している、主人公ツバサの幼馴染み。
紫々吹ルカ
ツバサのクラスの転校生。「アマザクラ」の謎を探るために九重町に来た。

## 既刊一覧
- 小川晴央（著）・フライ（イラスト）、京都アニメーション〈KAエスマ文庫〉、既刊2巻（2021年12月10日現在）
  - 『サクラの降る町』2020年5月22日発売[7]、ISBN 978-4-910052-08-3
  - 『サクラの降る町 -白ノ帳-』2021年12月10日発売[8]、ISBN 978-4-910052-24-3